# Vaccinium mjoebergii
Vaccinium mjoebergii är en ljungväxtart som beskrevs av J. J. Smith. Vaccinium mjoebergii ingår i Blåbärssläktet, och familjen ljungväxter. Inga underarter finns listade i Catalogue of Life. Växtarten är uppkallad efter biologen Eric Mjöberg.